# Могк, Ойген
Ойген Могк (нем. Eugen Mogk; 19 июля 1854, Дёбельн — 4 мая 1939, Лейпциг) — немецкий скандинавист («нордист») и фольклорист, профессор Лейпцигского университета.

## Биография
Ойген Могк изучал филологию и историю в университете Лейпцига с 1875 по 1883 год. В 1878 году он защитил кандидатскую диссертацию по первая часть «Младшей Эдды» — «Видению Гюльви» — а в 1883 году сдал государственный экзамен. В период 1883—1919 годов Могк состоял старшим учителем в реальной гимназии в Лейпциге. В 1889 году, также в Лейпцигском университете, он защитил докторскую диссертацию по скандинавской филологии. С 1888 по 1893 год Могк являлся приват-доцентом по финской филологии на факультете искусств Лейпцигского университета, а в 1893—1901 годах — внештатным профессором скандинавской филологии. С 1901 по 1923 год он занимал позицию экстраординарного профессора и, наконец, в 1923—1925 годах стал полным профессором нордистики.
11 ноября 1933 года Ойген Могк был среди более 900 ученых и преподавателей немецких университетов и вузов, подписавших «Заявление профессоров о поддержке Адольфа Гитлера и национал-социалистического государства». Могк состоял членом Королевского датского общества древностей, общества «Société Finne-Ougrienne», Саксонской академии наук и Ассоциации саксонского фольклора (Verein für Sächsische Volkskunde). Он также вступил в союз «Die Leoniden». Скончался 4 мая 1939 года.

## Работы
- Geschichte der norwegisch-isländischen Literatur, Strassburg 1889.
- (Mithrsg.) Altnordische Saga-Bibliothek, 18 Bde, Halle an der Saale 1892—1929.
- Die Menschenopfer der Germanen, Leipzig 1909.
- Ursprung der mittelalterlichen Sühnekreuze, Leipzig 1929.
- Germanische Religionsgeschichte und Mythologie: die Götter, Dämonen, Orakel, Zauber- und Totenkulte der Germanen, Leipzig 2010.